# Ирхин, Юрий Павлович
Юрий Павлович Ирхин (1930—2008) — советский и российский физик, лауреат Государственной премии СССР (1984).

## Биография
Родился 27.10.1930 в Саратове.
Окончил с отличием физфак Саратовского университета (1948—1953), под руководством М. А. Ковнера выполнил первые свои научные работы по электронным спектрам молекул.
Поступил в аспирантуру и одновременно на должность лаборанта в Институт физики металлов СО АН СССР в Свердловске. Потом всю последующую жизнь работал там же в отделе теоретической физики в должностях от младшего научного сотрудника до заведующего лабораторией теории переходных металлов.
Доцент, профессор Уральского политехнического института им. С. М. Кирова и Уральского государственного университета им. А. М. Горького.
Область научных интересов — связь между электрическими и магнитными свойствами магнитоупорядоченных кристаллов, вопросы магнетизма коллективизированных электронов, механизмы магнитной анизотропии и магнитострикции высокоанизотропных магнетиков на основе редких земель.
Объяснил аномалии электропроводности в ферритах и антиферромагнитных металлах и полупроводниках вблизи температуры Кюри. Выполнил ряд работ по многоэлектронной модели Хаббарда, по зонному магнетизму и влиянию особенностей плотности состояний на электронные свойства. Также занимался теорией локальных магнитных полей в твердом теле и связью между магнитной анизотропией и сверхтонкими полями на ядре.
За работы по редкоземельным соединениям в 1984 г. в составе авторского коллектива была присуждена Государственная премия СССР.
Автор около 100 статей в ведущих советских, российских и международных журналах.
Умер 28 января 2008 года в Екатеринбурге. Похоронен на Михайловском кладбище.

## Из библиографии

### Диссертации
- К теории электрических свойств ферромагнитных полупроводников и антиферромагнетиков : диссертация … кандидата физико-математических наук : 01.00.00 / Ю. П. Ирхин. — Свердловск, 1958. — 116 с.
- Электронное строение и кинетические эффекты в магнитоупорядочивающихся кристаллах : диссертация … доктора физико-математических наук : 01.00.00 / Ю. П. Ирхин. — Свердловск, 1968. — 264 с.

### Книги
- Электронная структура, физические свойства и корреляционные эффекты в d- и f-металлах и их соединениях / В. Ю. Ирхин, Ю. П. Ирхин; Рос. акад. наук, Ур. отд-ние, Ин-т физики металлов. — Екатеринбург : УрО РАН, 2004. — 471 с.; ISBN 5-7691-1493-2; Electronic Structure, Correlation Effects and Physical Properties of d- and f-Metals and Their Compounds / V. Yu. Irkhin, Yu. P. Irkhin. Cambridge International Science Publishing, 2007 (Cambridge), https://arxiv.org/abs/cond-mat/9812072
- Электронное строение и физические свойства переходных металлов : Учеб. пос. / Ю. П. Ирхин, В. Ю. Ирхин; Урал. гос. ун-т им. А. М. Горького. — Свердловск : УрГУ, 1989. — 115 с.

## Семья
Сын — Валентин (род. 1960), доктор физико-математических наук (1993).